# جمع‌گرایی

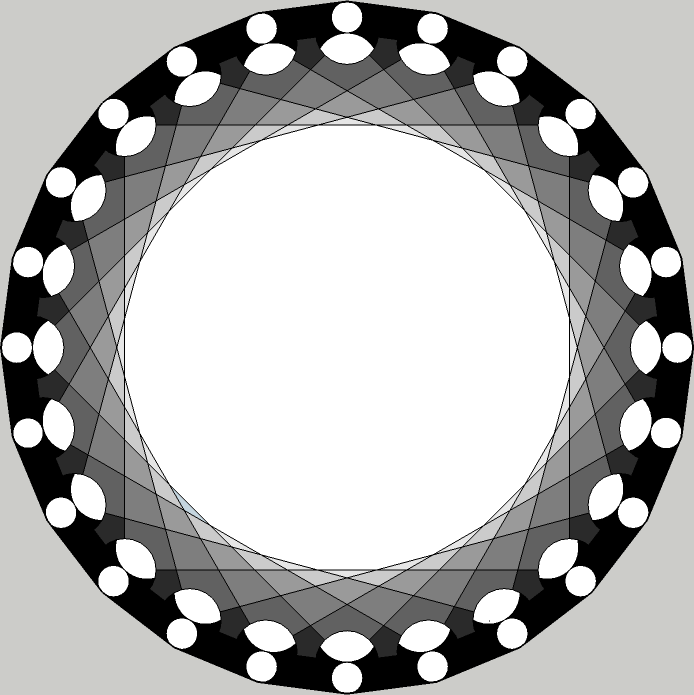
نمونه یک ارتباط جمعی؛ که تمامی افراد با هم درارتباط هستند

جمع‌گرایی (به انگلیسی: Collectivism) واژه‌ای است که برای نوع تعامل رفتاری بین افراد، گروه‌ها یا اقوام مختلف به کار می‌رود که بر رفتار گروهی و تعامل گروهی استوار می‌شود. جمع‌گرایی نقطهٌ مقابل فردگرایی است. جمع‌گرایی بر جامعه و گروه متمرکز می‌شود در حالی که فردگرایی بر فرد و خواسته‌های شخصی او استوار است. جمع‌گرایی بر اساس همین گروه گرا بودن، خواستار کسب هویت از جمع و رفتار طبق الگوهای از پیش تعیین‌شدهٔ جمعی است و خودانگاشت‌های گروهی، خودانگاشت‌های فردی اعضا را به وجود می‌آورند. از جمله شاخصه‌های جوامع جمع‌گرا مراسم گروهی، رقصهای دسته جمعی، پدرسالاری یا پیرسالاری و.. می‌باشد و به‌طور کل جوامع جمع‌گرا خشنود تر از جوامع فردگرا هستند زیرا بسیاری از اصول زندگی خود را تأیید شده در دسترس دارند و نیازی به فهم و اثبات دوبارهً آن‌ها ندارند. در مقابل جوامع فردگرا، بر اصول فردی و چه بسا منافع فردی اهمیت می‌دهند و این اهمیت به هویت فردی، باعث می‌شود فرد بسیار تکمیل شده تر از جوامع جمع‌گرا بار بیاید. گروهی جمع‌گرایی را در ارتباط با پدیده‌های «همه با هم گرایی» یا «گروهی گرایی» می‌دانند و «کل گرایی» این دو نظریه به صورت نوعی انسجام بسیار بالای ساختاری، آن را غیرقابل تفکیک می‌نماید.
اغلب پنداشته می‌شود آنچه در یک فرهنگ صادق است برای تک تکِ افرادِ درون آن فرهنگ نیز درست می‌باشد. به عبارتِ دیگر افراد درونِ یک فرهنگِ فرد گرا همگی فردگرا بوده (فرد محوری) و آن‌هایی که در فرهنگِ جمع گرا زندگی می‌کنند همگی جمع گرا هستند (جمع محوری). باید گفت که این دیدگاه همیشه صحیح نیست. تریاندیس و همکارانش (۲۰۰۱) چندین فرهنگ را مطالعه کردند و به این نتیجه رسیدند که تنها حدود % ۶۰ افرادی که در یک فرهنگِ فرد گرا زندگی می‌کنند فرد محور هستند. در فرهنگ‌های جمع گرا نیز حدود %۶۰ از افراد جمع محور بودند؛ بنابراین می‌توان نتیجه گرفت که بینِ خصوصیاتِ یک فرهنگ و افراد درون فرهنگِ مزبور رابطهٔ کاملاً مستقیم وجود ندارد.

## ویژگی‌های شخصیتی
1. اهداف گروهی در مقابل اهداف فردی اولویت دارند
2. هنجارها و ارزش‌ها از طریق گروه مرجع. یا سنت و عرف تعیین می‌شوند
3. رضایت گروه و اکثریت اهمیت دارد
4. باورهای فرد توسط جمع تعیین می‌شوند
5. وابستگی بین اعضاء علقه‌های بین فردی و تجانس گروهی مهم هستند
6. از راهبردهای غیر مستقیم و اصل حفظ ظاهر در شرایط بحرانی استفاده می‌شود
7. رابطه اعضاء تنگاتنگ است.
8. روابط اجتماعی بین اعضاء اجباری بوده و اندازه گروه بزرگتر است.
9. ورود و خروج به گروه به سادگی انجام نمی‌گیرد
10. دوستی‌ها و رفاقتها از عمق و استحکام بیشتری برخورداراست[۳][۴]

## جمع‌گرایی سیاسی
روسو در کتاب معروف خود قرارداد اجتماعی مثالی از سیاسیون جمع‌گرا ارائه داده‌است که در آن به این امر اشاره می‌کند که جوامع انسانی براساس یک قرارداد ضمنی بین جامعه و اعضای جامعه سازماندهی می‌شوند و اصطلاح بیان‌کننده این قرارداد عباراتی مانند قدرت دولتی، حقوق و مسئولیت شهروندان فردگرا و … می‌باشد که بر اساس «اراده عمومی» انتخاب می‌شوند. بیشتر این جملات و اصطلاحات توسط جامعه شناسان و فیلسوفانی مانند مارکس و هگل معرفی شده‌است.
با توجه به گفته‌های مویرا گرانت، فلسفه سیاسی جمع‌گرایی به هر نوع فلسفه‌ای که در آن نقش گروه (گروه مدرسه، بازی، همکلاسی، نژادی، ملی و…) پر رنگ تر از نقش فردی افراد باشد بازمی‌گردد. با توجه به بریتانیکا «جمع‌گرایی در قرن بیستم معانی و اصطلاحات مختلفی را به خودگرفت گاهی در جلد سوسیالیسم و کمونیسم شد و گاه نیز در جلد فاشیسم فرورفت. آخرین جنبش جمع‌گرایی، سوشیال دموکراسی است که به دنبال کاهش بی عدالتی موجود در سرمایه‌داری بی‌قید و بند با توسل به مقررات و قوانین دولتی، به اشتراک‌گیری حقوقی و قوانین مالکیت خصوصی و عمومی می‌پردازد. در سیستم سوسیالیستی اقتصاد جمع‌گرایانه، یک بینش برای به حداکثر رساندن منافع جمعی و دارایی‌ها را با توسل به حداقل مالکیت خصوصی شخصی و حداکثر برنامه‌ریزی اقتصادی توسط دولت را عنوان می‌کند. به هر حال، جمع‌گرایی سیاسی به صورتی مداوم و جدی توسط دولت‌ها پشتیبانی نمی‌گردد و شاید اصلاً ضرورتی در این کار نباشد.
در این بین یک تفاوت اساسی موجود است که بین تعریف آنارشیست‌ها از جمع‌گرایی و اینکه خود را جمع‌گرا معرفی می‌کنند برمی گردد. تفاوت اساسی آنارشیست‌ها با کمونیست‌ها در تعریف آن‌ها بر سر جمع‌گرایی، از اینجا شروع می‌شود که کمونیست‌ها مالکیت خصوصی را انکار کرده و در پی برچیدن آن پیش رفته‌اند ولی آنارشیست‌ها، با اینکه مالکیت خصوصی را مرجه نمی‌دانند، خواستار غیرمتمرکز اداره کردن دارایی‌های عمومی هستند که این مخالف اصول کمون‌های کمونیستی است. با این وجود، برخلاف آنارکو کمونیسم آن‌ها از یک سیستم غیرسرمایه داری برای تولید کالا و پرداخت دست مزد، حمایت می‌کنند.

## جمع‌گرایی در جهان
کشورهای جنوب شرقی آسیا از نظر جمع‌گرایی امتیاز بسیار بالایی دارند. کشورهای مانند چین، ژاپن، هند و … از نظر جمع‌گرایی بالاترین امتیاز را دارند ولی این تمام ماجرا نیست، داستان انسان مدرن از اینجا شروع می‌شود که این کشورها نیز روز به روز از جمع‌گرایی سنتی خود فاصله می‌گیرند و به طرف فردگرایی پیش می‌روند. تئوری اجتماع انبوه و فرهنگ انبود یکی از بزرگ‌ترین تئوری‌ها در علوم اجتماعی محسوب می‌شود. تئوری اجتماع انبوه مورد توجه سی. رایت میلز واقع شد اما بسیار قبل از او در قرن نوزدهم کیرکگور و الکسی دو توکویل به شکلی نوظهور بدان پرداخته بودند. اجتماع انبوه اجتماعی است که هم‌زمان و در مقیاس بالایی هر دو مبحث فردگرایی و جمع گرایی را دارا می‌باشد. در قرون وسطی حکومت و کلیسا کنترل چندانی بر روی اجتماعات محلی اعمال نمی‌کردند، مگر در موارد بحران یا به عنوان مثال موقع بروز جنگ. ظهور فناوری جدید و قدرت گرفتن دولت‌ها و توسعه تشکیلات حکومتی از یک سو و همچنین افزایش شدید مهاجرت و فراهم آمدن تحرکات اجتماعی در قرن هیجدهم از سوی دیگر را می‌توان سرآغازی برای متلاشی شدن اجتماعات محلی به عنوان آژانس‌های کنترل و مهارکننده اخلاقی برشمرد.
کم‌کم با ظهور شهرنشینی مدرن، جهانی شدن و فناوری جدید اجتماعات انسانی کم رنگ شدند و باورهای منسجم گروهی جای خود را به انگاشتهای فردی افراد از محرک‌های بیرونی و اجتماعی دادند. افراد دیگر رغبتی به همررنگی باگروه از خود نشان نمی‌دادند و پیوسته در پی مستقل ماندن از جریانات گروهی و اجباری و چه بسا دولتی و سازمان یافته بودند. شاید بتوان گفت، جا افتادن قوانینی که پس از حکومت‌های کمونیستی و شکست آن‌ها رخ داد (در رابطه با حفظ حقوق شهروندی فردگرایانه برای مالکیت خصوصی) به این روند سرعتی دو چندان بخشید و باعث شد که جوامع بشری آن خواب دیرینه برای یک پارچگی کامل را دیگر هیچ‌گاه نبینند. پسآمد این جریانات اجتماعی و سیاسی نیز منجر به شکل‌گیری هرچه قدرتمندتر مکاتبی معتدل تر مانند تکثرگرایی (پلورالیسم) شد که برخلاف مکاتب پیشین که سعی در حذف صورت مسئله انسان و جاه طلبی او داشتند، اینبار دست به تعامل و رعایت حقوق فردی و اجتماعی همه نوع جریان، مکتب، فلسفه، دین، نژاد و هرچیز دیگری زدند. جهانی شدن نیز خود به خود خالق جریانی قدرتمند برای حرکت به سوی یک دهکده جهانی را فراهم آورده‌است که با پشت سر گذاشتن مرزهای بشری تمام انسان‌ها را به سوی یک فرهنگ خاص سوق می‌دهد و طبق پیش‌بینی بسیاری از جامعه شناسان، این جریان ممکن است منجر به فردگرایی هرچه بیشتر گردد.

## جمع‌گرایی اقتصادی
به‌طور کلی، جمع‌گرایی در مبحث اقتصاد به این امر توجه دارد که منافع مالکیت باید متوجه گروه باشد تا فرد. مفهوم مرکزی این بحث مربوط است به کمون‌ها که با منافع شخصی دچار تضاد هستند. بسیاری تنها با توجه به مالکیت عمومی و جمعی به این نتیجه رسیدند که باید تولید را در زمره مسائل عمومی قرار داد و این در حالی بود که حتی دیگر کالاها و خدمات نیز می‌بایست در این مبحث گنجانیده شوند. جمع‌گرایی اقتصادی دارای ارکان سازماندهنده‌ای مانند دولت نیستند؛ مثلاً، آنارشیست کمونیست‌ها عقیده به لغو براندازی دولت‌ها دارند و معتقدند که سازماندهی و تولید کالاها می‌تواند براساس حمایت عمومی و نظارت عمومی برگزار شود.

## دوره‌گذار از جمع‌گرایی به فردگرایی
هر کشور یا تمدنی دارای این دوره‌گذار بوده‌است یا خواهد بود. بخصوص در زندگی پر سرعت امروزی این دوره‌گذار از جمع‌گرایی به فردگرایی سرعتی همانند نور به خود گرفته‌است. اما این دوره‌گذار با سن تقویمی کشورها یا تمدن‌ها رابطه مستقیمی ندارد، بلکه همان‌طور که پیشتر نیز گفته شده‌است، مربوط می‌شود به دوره شهرنشینی کشورها. کشورهای اروپایی یا آمریکا سال‌هاست که این دوره‌گذار را پشت سرگذاشته‌اند و از رهگذر همین‌گذار تا به حال قوانین بسیاری چه از نظر عرفی و چه از نظر قانونی برای تطابق انسان فردگرای امروزه با جامعه تأیید و تصویب شده‌است.
اما کشورهایی مانند ایران که همکنون درگیر دوره‌گذار از جمع‌گرایی به فردگرایی هستند، به علت تازه بودن این امر و همچنین پیشرفته بودن قوانین جمعی و سنتی، دچار چالش‌های بسیاری در طی‌گذار از این مسیر شده‌اند. ایرانی جمع‌گرا در مواجهه با نسل‌های جدید که احترامی برای قوانین و عرف‌های سنتی قایل نیستند، دچار سرخوردگی عمیقی شده‌است زیرا خوشبختی دیرینه‌اش را از دست داده‌است. این امر امروزه با ظهور مشکلات مالی و معیشتی حاد، انحرافات اخلاقی، سست شدن پایه اعتقادات و… دیگر مشکلات روزمره مردم آمیخته گشته‌است و جامعه‌ای سرخورده و افسرده را پدیدآورده‌است. مردم به قوانین اجتماعی احترام نمی‌گذارند، کینه‌ای عمیق بین قومیت‌ها و همچنین ساکنان شهرها شکل گرفته‌است، انواع تمردهای اجتماعی و مدنی از قوانین حقوق بشر به صورتی قانونی و آشکار صورت می‌گیرد و.. همه و همه از مظاهر یکی از وجهه‌های‌گذار از جمع‌گرایی به فردگرایی هستند.

## انتقادها از مفهوم فردگرایی و جمع گرایی
نوشتار اصلی: انتقادها از مفهوم فردگرایی و جمع گرایی
۱- نیاز به مفاهیمی دقیق تر: در انتقاد از مفهوم فردگرایی فیسک (۲۰۰۲) می‌گوید:
- در مورد فردگرایی با این نوع دسته‌بندی رینهولد مسنر، وان گوگ، مهاتما گاندی، مایکل جردن و آدولف هیتلر همگی به عنوان انسان‌هایی فردگرا در یک ستون قرار می‌گیرند.[۸]
- در مورد جمع گرایی نیز این نوع دسته بندی تعهدات اجتماعی را با همه نوع گروه و شبکه‌های ارتباطی ترکیب می‌کند. در حالی که اشکالِ گوناگونی از جامعه وجود دارد و دلیلی ندارد که یک جامعه به دلیلِ تاکیدِ فرهنگی بر یک نوعِ رابطه، عضوپذیری یا وظایف لزوماً سایر خصوصیاتِ دسته بندیِ اویزرمن را نیز دارا باشد.[۸]

۲- رابطهٔ فردگرایی و جمع گرایی: در سال ۱۹۹۳ توسطِ تیمِ تحقیقاتیِ تریاندیس و در سال ۱۹۹۶ توسط گلفاند، تریاندیس و چان، تحقیقاتِ هافس تد (۱۹۸۰ و ۱۹۸۳) را مورد حمله قرار داد. تریاندیس و همکارانش، به مشاهده ی درجاتِ مختلفِ فرد گرایی و جمع گرایی در فرهنگ‌های مختلف پرداختند. یافتهٔ کلیدی آن‌ها این بود که فرد گرایی و جمع گرایی اساساً مستقل از یکدیگر بوده و با یکدیگر همبستگی ندارند! این یافته فرضِ هافستد مبنی بر وجودِ یک همبستگی کاملاً منفی بینِ فرد گرایی و جمع گرایی را رد می‌کرد.